# Feijão-fava-bravo
O feijão-fava-bravo (Canavalia parviflora) é uma trepadeira da família das leguminosas, subfamília papilionoídea. Tal espécie possui flores grandes, numerosas, róseas, depois vermelhas, nativa da região Sudeste do Brasil e cultivada como ornamental.